# Selymes Judit
(Ilosvay) Selymes Judit (Budapest, 1940. február 18. – Temecula, Kalifornia, 2024. február 7.) magyar-amerikai színházrendező, író, költő, műfordító.

## Életpályája
1963-ban végzett a Színház- és Filmművészeti Főiskolán Nádasdy Kálmán osztályában ahol ő volt az egyetlen női rendező. Diplomamunkáját, Gárdonyi Géza azonos című regénye alapján készült Ida regénye című zenés színdarabját Kecskeméten rendezte. A diploma kézhez vétele után két évre a Pécsi Nemzeti Színházhoz került. 1967-től 1972-ig a Magyar Rádió és Televízió ifjúsági- és irodalmi osztályán tevékenykedett, ahol számos tévésorozatban, rádiójátékban, hangjátékban dolgozott mint rendező, író, forgatókönyvíró vagy szerkesztő; ezen kívül dal- illetve sanzonszöveget is írt. A magyar szobrászat története, A magyar festészet története és A magyar építészet története tévésorozatok főmunkatársa volt. Thomas Mann Lujzi c. novelláját - Szendrő József számára - tévéfilmre adaptálta. A Rádiószínházban Joseph Heller A 22-es csapdája című regényét rendezte Darvas Ivánnal a főszerepben. Mezei András A csodatevő című regényéből hangjáték készült melyet Selymes rendezett Latinovits Zoltánnal és Gábor Miklóssal a főszerepben. Többek között együtt dolgozott még Ruttkai Évával, Koltai Lajossal, Básti Lajossal, Major Tamással, Bárdy Györggyel, Bitskey Tiborral, Máté Erzsivel, és Békés Italával.
1972-ben külföldre távozott.  1974-től 1975-ig az Amerika Hangja (Voice of America) magyar osztályának munkatársa lett; bemondónőként és íróként dolgozott. Ezen időszak alatt a Szabad Európa Rádió külsőseként is írt; politikai menekült státusza miatt a Lőrinci Judit nevet használta. Végül Dél-Kaliforniában telepedett le. Hollywoodban alapította meg saját színházát Pocket Stage (Zsebszínpad) néven ahol többek között Harold Pinter Dumbwaiter c. darabját rendezte amelyről a Los Angeles Times is írt. A Los Angeles-i Kaliforniai Egyetemen (California State University - Los Angeles) professzorként alkalmazta; itt rendezte Upton Sinclair Cicero c. darabját, melyért „Okleveles Rendezés” elismerést kapott. A Sunset & Gower filmstudió területen található Rita Hayworth színházban rendezett és színész mesterséget tanított (Begonya Plaza is tanítványa volt). Akkoriban úgy emlegették Selymest mint aki „egy múmiából is színészt tud csinálni”. Emellett forgatókönyveket, színdarabokat és dalszövegeket írt, az utóbbi lemezen is megjelent. Társszerzőként és rendezőként jegyzi a Little Oscar színház produkcióját, a What are neighbors for? című vígjátékot. Dramaturg volt Jeri Greene Bunco című darabjában, amit meg is rendezett.
1974-ben Júniusi imádság c. verséért az Egyesült Államokbeli Új világ irodalmi pályázat második díját nyerte el 400 költő közül. 1975-ben Félúton címmel saját verseskötetet publikált amellyel önálló esteken majd amerikai és kanadai turnékon vett részt. Más költők előadásán is gyakran fellépett és így ismerkedett meg Faludy Györggyel akivel egy életre szóló barátságot kötött.
Kovács Klaudia A lyukas zászló (Torn from the Flag) c. filmjében mint konzultáns és fordító dolgozott. Halála előtt  Kaliforniában élt és alkotott.

## Külső hivatkozások
- Nyugati Magyar Irodalmi Lexikon és Bibliográfia
- Nemzeti Audiovizuális Archívum[halott link]
- Széphalom Könyvműhely